# Plaskett (cràter)
Plaskett és un prominent cràter d'impacte pertanyent a l'hemisferi nord de la cara oculta de la Lluna. Es troba a només uns centenars de quilòmetres al sud del pol nord lunar, per la qual cosa rep la llum del sol en un angle molt baix. La planicie de paret emmurallada de Rojdéstvenski està unida al bord nord-est de Plaskett, entre el cràter i el pol. Al sud es troba el parell de cràters superposats format per Milankovič i Riccò.

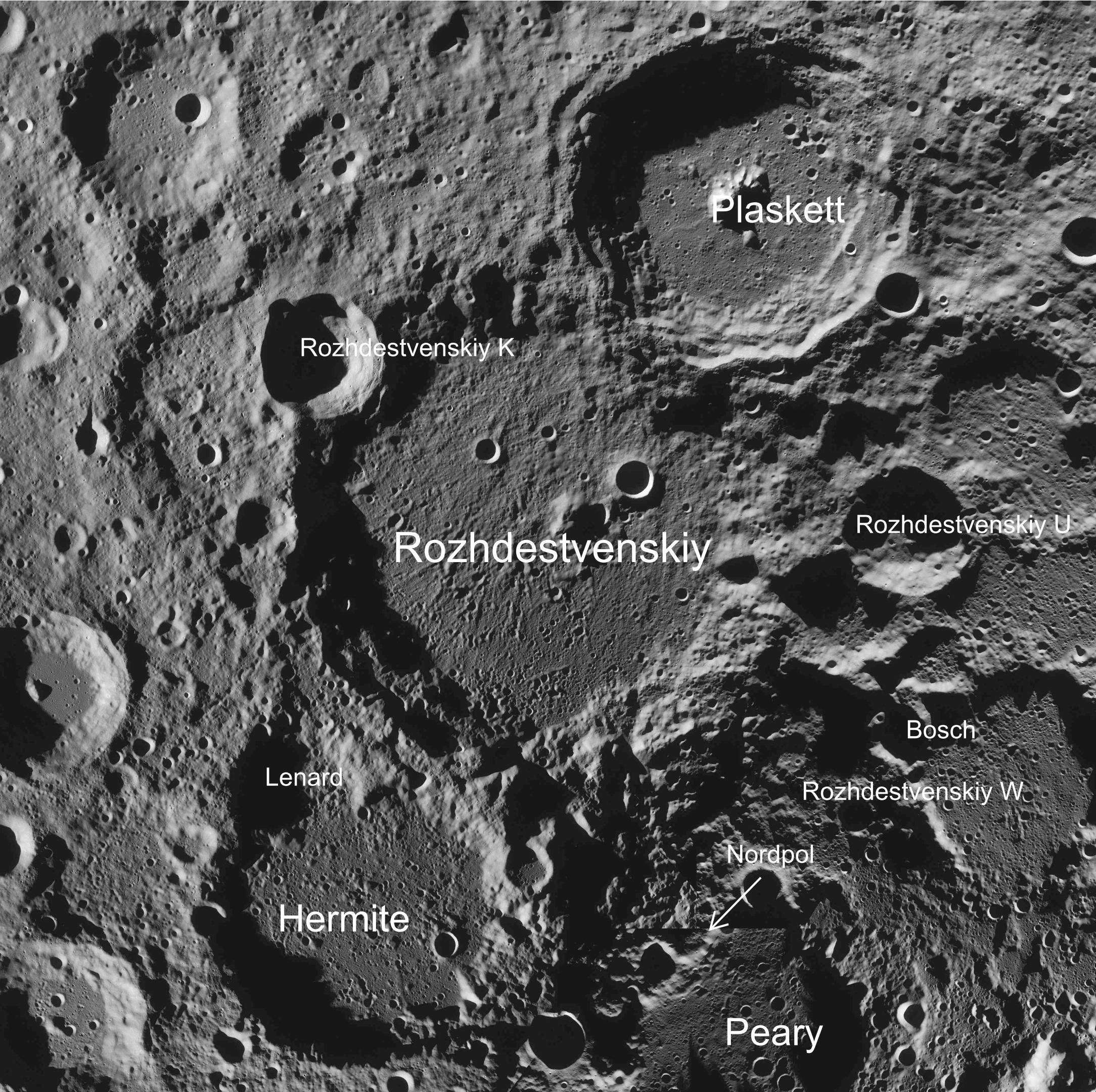
Entorn de Plaskett

La vora exterior de Plaskett té una mena de forma poligonal, composta per una sèrie de protuberàncies cap a fora del perímetre. La paret interior és terraplenada en el bord sud, mentre que la resta és més rugosa i amb un perfil més difús. El sòl interior és relativament pla i presenta un pic central format per dos pujols en el punt mitjà. El cràter satèl·lit Plaskett O està unit al bord nord-oest.
A causa de l'aïllament d'aquest cràter i a la seva ubicació prop del terminador lunar, s'ha suggerit com el lloc ideal per a una futura base lunar. Una base establerta en aquesta zona permetria simular les condicions d'una missió a Mart.

## Cràters satèl·lit
Per convenció aquests elements són identificats en els mapes lunars posant la lletra en el costat del punt mitjà del cràter que està més proper a Plaskett.
|          | \| Plaskett \| Coordenades \| Diàmetre \| \| -------- \| -------------------------------------- \| -------- \| \| H \| 80° 12′ N, 165° 06′ O / 80.2°N,165.1°O \| 20 km \| \| S \| 81° 36′ N, 148° 42′ E / 81.6°N,148.7°E \| 17 km \| \| O \| 83° 00′ N, 160° 12′ E / 83.0°N,160.2°E \| 14 km \| \| V \| 82° 30′ N, 118° 30′ E / 82.5°N,118.5°E \| 49 km \| |          |
| Plaskett | Coordenades | Diàmetre |
| H        | 80° 12′ N, 165° 06′ O / 80.2°N,165.1°O | 20 km    |
| S        | 81° 36′ N, 148° 42′ E / 81.6°N,148.7°E | 17 km    |
| O        | 83° 00′ N, 160° 12′ E / 83.0°N,160.2°E | 14 km    |
| V        | 82° 30′ N, 118° 30′ E / 82.5°N,118.5°E | 49 km    |

### Altres referències
- (WGPSN), IAU Working Group for Planetary System Nomenclature. «Gazetteer of Planetary Nomenclature. 1:1 Million-Scale Maps of the Moon» (en anglès).  UAI / USGS, 13-02-2013. [Consulta: 6 abril 2016].
- Andersson, L. E.; Whitaker, E. A.,. NASA Catalogue of Lunar Nomenclature (en anglès).  NASA RP-1097, 1982.
- Blue, Jennifer. «Gazetteer of Planetary Nomenclature» (en anglès).  USGS, 25-07-2007. [Consulta: 2 gener 2012].
- Bussey, B.; Spudis, P.. The Clementine Atlas of the Moon (en anglès).  Nueva York: Cambridge University Press, 2004. ISBN 0-521-81528-2.
- Cocks, Elijah E.; Cocks, Josiah C.. Who's Who on the Moon: A Biographical Dictionary of Lunar Nomenclature (en anglès).  Tudor Publishers, 1995. ISBN 0-936389-27-3.
- McDowell, Jonathan. «Lunar Nomenclature» (en anglès).   Jonathan's Space Report, 15-07-2007. [Consulta: 2 gener 2012].
- Menzel, D. H.; Minnaert, M.; Levin, B.; Dollfus, A.; Bell, B. «Report on Lunar Nomenclature by The Working Group of Commission 17 of the IAU» (en anglès). Space Science Reviews, 12, 1971, pàg. 136.
- Moore, Patrick. On the Moon (en anglès).  Sterling Publishing Co, 2001. ISBN 0-304-35469-4.
- Price, Fred W. The Moon Observer's Handbook (en anglès).  Cambridge University Press, 1988. ISBN 0521335000.
- Rükl, Antonín. Atlas of the Moon (en anglès).  Kalmbach Books, 1990. ISBN 0-913135-17-8.
- Webb, Rev. T. W.. Celestial Objects for Common Telescopes, 6ª edición revisada (en anglès).  Dover, 1962. ISBN 0-486-20917-2.
- Whitaker, Ewen A. Mapping and Naming the Moon (en anglès).  Cambridge University Press, 2003. 978-0-521-54414-6.
- Wlasuk, Peter T. Observing the Moon (en anglès).  Springer, 2000. ISBN 1-85233-193-3.